# Liparetrus compositus
Liparetrus compositus är en skalbaggsart som beskrevs av Lea 1917. Liparetrus compositus ingår i släktet Liparetrus och familjen Melolonthidae. Inga underarter finns listade i Catalogue of Life.